# 764 (szám)
A 764 (római számmal: DCCLXIV) egy természetes szám.

## A szám a matematikában
A tízes számrendszerbeli 764-es a kettes számrendszerben 1011111100, a nyolcas számrendszerben 1374, a tizenhatos számrendszerben 2FC alakban írható fel.
A 764 páros szám, összetett szám, kanonikus alakban a 22 · 1911 szorzattal, normálalakban a 7,64 · 102 szorzattal írható fel. Hat osztója van a természetes számok halmazán, ezek növekvő sorrendben: 1, 2, 4, 191, 382 és 764.
A 764 négyzete 583 696, köbe 445 943 744, négyzetgyöke 27,64054, köbgyöke 9,14178, reciproka 0,0013089.